# Lluïsa Elisabet d'Orleans
Lluïsa Elisabet d'Orleans, coneguda a França com "Mademoiselle de Montpensier", (Versalles, 9 de desembre de 1709 – París, 16 de juny de 1742), fou reina consort d'Espanya, esposa de Lluís I d'Espanya.

## Orígens familiars
Era filla de Felip d'Orleans, regent de França durant la minoria d'edat de Lluís XV, i de Francesca Maria de Blois. Per via paterna era neta del duc Felip d'Orleans i de la princesa Elisabet Carlota del Palatinat i per via materna del rei Lluís XIV de França i de la marquesa de Maintenon.

## Princesa d'Astúries i reina d'Espanya
Lluïsa Elisabet, amb tan sols dotze anys, va contraure matrimoni amb Lluís I d'Espanya, fill primogènit de Felip V d'Espanya i de la seva primera esposa Maria Lluïsa de Savoia, el 20 de gener de 1722 a Lerma (Burgos), quan aquest era encara príncep d'Astúries. El matrimoni va ser el resultat dels estratagemes polítics d'Isabel Farnese, madrastra de Lluís, que va oferir el príncep com a moneda de canvi al pare de Lluïsa Elisabet, amb l'objectiu de casar la infanta Maria Anna Victòria amb el futur Lluís XV de França. El 15 de gener de 1724 va esdevenir reina d'Espanya després de l'abdicació de Felip V el 10 de gener. La parella no va arribar a tenir fills.
Des de la seva arribada a la cort, Lluïsa Elisabet es va convertir en una font inesgotable de problemes per a Lluís, a causa de la seva conducta lleugera. Durant el curt matrimoni, va protagonitzar una sèrie d'accions que van escandalitzar a la cort espanyola i, a més, va amargar el que li quedava de vida al seu marit. Bevia en excés, acostumava a vestir més lleugerament del que estipulava una conducta decent a l'època i va ser enxampada en diverses ocasions amb algunes de les seves cambreres, totes despullades, a les seves habitacions. Els escàndols van ser utilitzats per l'ambaixador francès a Madrid intentant convèncer a Felip V i a Isabel Farnese de l'anul·lació del matrimoni. La raó última era que Lluïsa Elisabet pertanyia a la casa d'Orleans, enemistada amb la de Borbó, regnant a França. D'altra banda, tampoc era del gust de Felip i Isabel i es van arribar a plantejar seriosament l'anul·lació del matrimoni.
L'anul·lació no arribaria mai i els escàndols foren tan sonats que, fins i tot, va acabar reclosa a l'alcàsser reial obligada pel seu marit, sota la vigilància de la cambrera major, la comtessa d'Altamira. No obstant això, finalment Lluís la va perdonar. La reconciliació matrimonial va arribar poc abans que Lluís emmalaltís de verola. Lluïsa Elisabet va assistir assíduament al seu marit durant el període de malaltia i fins a la seva mort, fet que va provocar que es contagiés, encara que va aconseguir sobreviure.

## Retorn a França
La reina vídua va tornar a França per voluntat de la reina Isabel Farnese. Després de romandre en un convent durant dos anys, va residir la resta de la seva vida al Palau de Luxemburg, situat a París. Fou enterrada a la capital francesa.